# Out from the Dark
Out From the Dark – jest to album black metalowej grupy z Norwegii, Mayhem. Jest to ostatnie nagranie, gdzie na wokalu można usłyszeć Deada, zanim popełnił samobójstwo.

## Lista utworów
| Nr | Tytuł utworu              | Długość |
| -- | ------------------------- | ------- |
| 1. | „Pure Fucking Armageddon” | 2:59    |
| 2. | „Funeral Fog”             | 5:20    |
| 3. | „Freezing Moon”           | 6:13    |
| 4. | „Buried by Time and Dust” | 5:32    |
| 5. | „Deathcrush”              | 3:22    |
| 6. | „Chainsaw Gutsfuck”       | 3:43    |
| 7. | „Necrolust”               | 6:13    |
|    |                           | 33:22   |

## Twórcy
- Dead - wokal
- Euronymous - gitara
- Necrobutcher - bas
- Hellhammer - perkusja